# Augochloropsis hypsipyle
Augochloropsis hypsipyle är en biart som först beskrevs av Carlos Schrottky 1909.  Augochloropsis hypsipyle ingår i släktet Augochloropsis och familjen vägbin. Inga underarter finns listade.